# قلب سرد (ریمیکس پیناوو)
«قلب سرد (ریمیکس پیناوو)» (انگلیسی: Cold Heart (Pnau remix)) تک آهنگی از خوانندگان انگلیسی دوآ لیپا و التون جان است که توسط گروه استرالیایی پیناوو ریمیکس شده و در ۱۳ اوت ۲۰۲۱ توسط امی و مرکوری رکوردز به عنوان سی و دومین تک آهنگ آلبوم The Lockdown Sessions التون جان منتشر شده‌است.